# British Rail Class 395
O British Rail Class 395 "Javelin" é uma unidade múltipla elétrica de alta velocidade de origem japonesa. 
Este trem é fabricado pela Japonesa Hitachi, e vem de uma família de trens chamada de A-Train.
Eles começaram a operar no dia 29 de junho de 2009, em pequenas quantidades. Servem na linha High Speed 1, a partir da cidade de Kent. Foram construídas 29 composições entre 2007 e 2009, sendo que cada composição opera com 6 vagões cada, com velocidades de 200 km/h.